# جولیتا بابایان
جولیتا آبلی بابایان (ارمنی: Ջուլիետա Աբելի Բաբայան؛ انگلیسی: Julietta Babayan؛ زادهٔ ۲۴ فوریهٔ ۱۹۴۵) بازیگر اهل ارمنستان است.

## زندگی‌نامه
وی در ۲۴ فوریه ۱۹۴۵ در ایروان به دنیا آمد و از دانشگاه دولتی علوم پرورشی خاچاطور آبوویان ارمنستان فارغ‌التحصیل گشت. وی همچنین برنده جوایزی همچون هنرمند مردمی ارمنستان شد.

## گزیده فیلم‌شناسی
- آرشاک دوم
- رفیق پانجونی
- گمشده و پیداشده در ارمنستان